# Birth of America
Birth of America est un wargame de grande stratégie développé par AGEOD et publié sur PC en 2006.

## Histoire du développement
Ce jeu est conçu comme le premier d'une série utilisant le même moteur que l'équipe de développement améliore au fur et à mesure. L'équipe ne trouvant pas de distributeur, elle a décide de créer sa propre société d'édition-distribution (AGEOD).

## Synopsis
La Guerre franco-indienne qui a fait partie de la Guerre de Sept Ans et s'est déroulée en Amérique du Nord, puis la Guerre d'indépendance américaine ont marqué le début d'une nouvelle ère, la fin d'un empire et la naissance d'une nation. Dans Birth of America (Naissance de l'Amérique), le joueur contrôle la destinée de l'un des principaux opposants dans ces deux conflits, et essaie d'atteindre la victoire militaire et politique.

## Les Nations
Les principaux pays sont :
- La France
- La Grande-Bretagne
- Les États-Unis d'Amérique

Mais d'autres pays sont présents comme :
- L'Espagne
- Les Tribus amérindiennes

## Système de jeu
C'est une simulation assez complète et détaillée des deux guerres les plus importantes dans l'Amérique coloniale - entre 1755 et 1783 - mais traitée grâce à un nouveau moteur en tour par tour simultané. La carte du jeu est divisée en plus de 700 provinces, avec une large diversité de terrains, climats et niveaux de développement. Il y a deux camps qui s'opposent dans chacun des 15 scénarios du jeu. Les tours de jeu correspondent à un mois de temps réel. La durée des scénarios peut varier de quelques mois à presque 9 ans.

## Précision de la simulation
Les joueurs prennent essentiellement en charge l'activité militaire de leur nation. Cela inclut tous les mouvements, mais aussi les levées de forces, la construction de forts et dépôts, les sièges et blocus, les raids sur les villages ennemis et les batailles, tant sur terre que sur mer. Le contrôle des troupes se fait au niveau du régiment et on peut les recomposer en de multiples détachements. Les unités navales sont composées d'escadres et de flottilles de navires de lignes. Les joueurs peuvent aussi gérer les trains de ravitaillement, les barges de transport, les fortifications et les dépôts. Le jeu offre une grande diversité de types d'unités différentes, incluant par exemple l'infanterie légère, les dragons, les trains de siège, les rangers; les guerriers indiens; les marines; les milices; les navires de lignes, frégates et flottilles lacustres. Toutes ces unités possèdent différents facteurs tels que leur valeur défensive et offensive, leur moral, expérience, qualité, origine géographique et type de mouvement. Un vaste panel de chefs historiques est proposé et certains d'entre eux possèdent des capacités toutes particulières, comme par exemple la possibilité de monter des embuscades ou celle de se déplacer rapidement dans les zones sauvages. Les aspects politiques et humains du conflit (surtout pendant la Guerre d'Indépendance) sont pris en compte, avec l'impact des levées de milices, ou les décisions inopportunes des ministres de la métropole, ou encore la loyauté aléatoire des régions, sur le long chemin vers la victoire.

## Équipe de développement
- Philippe Thinaut pour le design,
- Philippe Malacher pour les développements,
- François Claustres pour le site Web et l'administratif,
- Robin Pirez et Sandra Duval pour les graphismes.

À la suite du succès de Birth of America, cette équipe s'est structurée en studio (AGE Studio) pour créer de nouveaux jeux vidéo de simulation historique.

## À noter
- Les graphismes sont salués par la presse spécialisée (PC4War, Cyberstratège) pour leur qualité, rare en 2006 pour ce type de jeu.
- Une première évolution du jeu (par les patchs) permet d'étendre le conflit sur le XIXe siècle et de jouer la guerre de 1812.
- Le jeu est sorti après une refonte totale en juillet 2008 sous le nom de Birth of America 2: Wars in America.

## Accueil
| Birth of America      |      |       |
| Média                 | Pays | Notes |
| Eurogamer             | GB   | 7/10  |
| GameSpot              | US   | 69 %  |
| Jeuxvideo.com         | FR   | 13/20 |
| Compilations de notes |      |       |
| Metacritic            | US   | 71 %  |